# NS 2900 (stoomlocomotief)
De serie NS 2900 was een serie goederentreinstoomlocomotieven van de Nederlandse Spoorwegen (NS) en diens voorganger Maatschappij tot Exploitatie van Staatsspoorwegen (SS).
In 1865 werden de eerste driegekoppelde goederentreinstoomlocomotieven bij de SS in dienst gesteld met de nummers 17-20. Vanaf 1870 tot 1878 werd de serie uitgebreid met de 165-205 en 212, waarna de 17-20 in 1871 aansluitend in 161-164 werden vernummerd. De laatstgeleverde locomotief kreeg een niet aansluitend nummer, omdat in 1871 al de serie 206-211 in dienst was gesteld.
De eerste vier locomotieven werden zonder machinistenhuis geleverd, met alleen een brilplaat ter beschutting voor het locomotiefpersoneel. 
Latere locomotieven werden met machinistenhuis geleverd bestaande uit een dak en een open zijwand met canvas gordijnen. De 175-180 kregen een breed machinistenhuis met zijramen, welke ook het verenpakket van de achterste as omvatte. 
De combinatie van drie gekoppelde assen en rode krukken van de koppelstangen leverde voor deze serie de bijnaam driemasters op.
De oorspronkelijke ketels met een maximale stoomspanning van 8,3 atm. werden tussen 1913 en 1932 vervangen door nieuwe ketels met een maximale stoomspanning van 10 atm.
Bij de samenvoeging van het materieelpark van de HSM en de SS in 1921 kregen de locomotieven van deze serie de NS-nummers 2901-2946, waarbij de standplaats van de machinist naar rechts werd geplaatst (bij de SS stond de machinist links). Tussen 1933 en 1938 werd de serie buiten dienst gesteld. Er is geen exemplaar bewaard gebleven.
| Fabrieksnummers  | Bouwjaar | SS nummers                 | NS nummers | Bijzonderheden |
| ---------------- | -------- | -------------------------- | ---------- | -------------- |
| 563-564, 618-619 | 1865     | 17-20, vanaf 1871: 161-164 | 2901-2904  |                |
| 980-983          | 1870     | 165-168                    | 2905-2908  |                |
| 998-1003         | 1871     | 169-174                    | 2909-2914  |                |
| 1110-1113        | 1871     | 175-178                    | 2915-2918  |                |
| 1114-1115        | 1872     | 179-180                    | 2919-2920  |                |
| 1456-1465        | 1875     | 181-190                    | 2921-2930  |                |
| 1688-1693        | 1877     | 191-196                    | 2931-2936  |                |
| 1803-1812        | 1878     | 197-205, 212               | 2937-2946  |                |